# Kawasaki KDN-1
«Кавасакі KDN-1» (англ. KDN-1, від Kawasaki Dockyard, Navy) — японський суцільнометалевий летючий човен з крилом-парасолею для Імперського флоту Японії ініційований і профінансований японською патріотичною організацією «Кайбо Ґікай». Через невдачі під час випробувань було виготовлено тільки один прототип, оскільки флот почав власне виробництво летючих човнів на арсеналі в Хіро (Hiro H1H). В середині компанії проєкт отримав позначення KDN-1, прототип отримав власну назву «Летючий човен Ґіюу 3» (яп. 第三義勇飛行艇, Дайсан Ґіюу Хіко: тей).

## Історія
Після аварії летючого човна KB, організація «Кайбо Ґікай» (яп. 海防義会, «Волонтерська організація берегової охорони») продовжила спонсорувати дослідження металевих літаків і в вересні 1926 року звернулась до Кавасакі з проханням зробити новий летючий човен. Для успіху дизайну було сформовано комітет з цивільних і флотських інженерів, під керівництвом Айкічі Танакадате та Наріхіша Йокоти. В середині компанії літак отримав індекс KDN-1, тоді як перший екземпляр мав назватись «Ґіюу 3».
Новий літак позичив багато дизайнерських рішень з наявних в Японії човнів: японського KB, а також імпортованих Dornie Wal та Rohrbach III. Літак мав оснащуватись двома потужними двигунами Kawasaki-BMW VI, і мав стати найбільшим японським літаком того часу. Виробництво почалось на авіаційній фабриці Кавасакі в Кобе в квітні 1927 року, корпус був завершений в жовтні, встановлення обладнання тривало до серпня 1928 року, а в листопаді він був готовий до випробувань. Після коротких наземних випробувань «Ґіюу» ще місяць випробовувався в порту Кобе, після чого був доставлений до Йокосуки для флотських випробувань на пів року.
Літак мав добрі льотні характеристики, але погано переносив негоду на морі. Початково він оснащувався дерев'яними гвинтами, які пізніше були замінені на металеві пропелери Kawanishi. Це ще більш покращило льотні характеристики, але через непов'язану з «Ґіюу» аварію винищувача через пропелер, було вирішено не ризикувати і гвинти знову замінили на дерев'яні.
З часом почало проявлятись більше недоліків літака. Вібрація двигунів спричинила руйнування в крилі і пов'язані дефекти почали накопичуватись, що зупинило випробування. Флот, який вже мав власне виробництво летючих човнів вирішив відмовитись від дизайну.
В результаті в травні 1931 року «Ґіюу 3» був розібраний в флотському арсеналі «Хіро» (в місті Куре), і його запчастини використовувались для випробувань нових матеріалів.

## Тактико-технічні характеристики
Дані з Japanese Aircraft 1910—1941

### Технічні характеристики
- Екіпаж: 5-10 осіб
- Довжина: 19,97 м
- Висота: 5,27 м
- Розмах крил: 29,5 м
- Площа крил: 141 м²
- Маса пустого: 5400 кг
- Маса спорядженого: 8600 кг
- Навантаження на крило: 61 кг/м²
- Двигуни: 2 × 12-циліндрові V-подібні Kawasaki-BMW VI водяного охолодження
- Потужність: 2 × 500—750 к. с.
- Гвинти: 2 × дволопатеві дерев'яні (або металеві) гвинти
- Питома потужність: 8,6 кг/к.с.

### Льотні характеристики
- Максимальна швидкість: 202 км/год
- Мінімальна швидкість польоту: 93 км/год
- Дальність польоту: 3000 км.
- Час набору висоти 3000 м: 20 хвилин 25 с.
- Практична висота: 4500 м

### Озброєння
- Стрілецьке:
  - 1 × 7,7-мм кулемет в носі літака
  - 1 × 7,7-мм кулемет в верхній турелі
  - 1 × 7,7-мм кулемет в хвостовій турелі
- Бомбове:
  - 2 × 250 кг бомби

## Виноски
1. ↑  Ґіюу (яп. 義勇, «Вірність») поширена назва літаків «Кайбо Ґікай», Ґікай - буквально «зібрання вірних».